# United States Board on Geographic Names

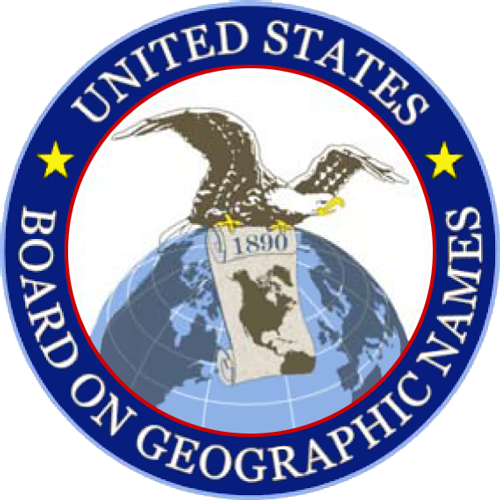

Das United States Board on Geographic Names (abgekürzt BGN; deutsch Ausschuss für geographische Namen der Vereinigten Staaten) ist eine US-amerikanische Bundesbehörde, deren Aufgabe es ist, den einheitlichen Gebrauch geografischer Bezeichnungen im Bereich der US-amerikanischen Regierung und Verwaltung herbeizuführen und sicherzustellen.
Sitz der Institution ist Reston (Virginia), Leiter der Kommission ist Douglas Caldwell.

## Überblick
Die Behörde wurde 1890 als Board on Geographical Names gegründet und wurde seither mehrfach umbenannt. 1934 wurde sie dem Innenministerium zugeordnet. Ihre gegenwärtige Form beruht auf einem Gesetz von 1947.
Die Behörde hat Regeln und Verfahrensweisen zum Umgang sowohl mit einheimischen als auch mit nicht-US-amerikanischen geografischen Bezeichnungen entwickelt. Sie befasst sich auch mit unterseeischen Objekten sowie mit solchen in der Antarktis.
Im Allgemeinen folgt das BGN bei seinen Festlegungen für Namensverwendung auf Bundesebene dem lokalen Gebrauch. Nur in Einzelfällen, falls beispielsweise ein lokal gebrauchter Name als deutlich anstößig angesehen werden kann, kann es gegen den Gebrauch eines solchen Namens auf Bundesebene entscheiden.
Eine Hauptaufgabe des BGN ist es, auf Ersuchen von Einzelpersonen und privaten oder öffentlichen Institutionen formelle Entscheidungen über neue, geänderte und konfliktgeladene geografische Bezeichnungen und ihre Schreibweisen und Verwendungsweisen in Landkarten und anderen Veröffentlichungen der US-Bundesinstitutionen zu fällen. Damit übernimmt es auch neben seiner offiziellen Bestimmung als Entscheidungsträger für Regierung und Verwaltung die gleiche Rolle für die allgemeine Bevölkerung.

### Geographic Names Information System
Das vom BGN in Zusammenarbeit mit dem U.S. Geological Survey entwickelte Geographic Names Information System (GNIS) nimmt sowohl Bezeichnungen aus topografischen Karte als auch bibliografische Verweise auf. Die Titel der Bücher und historischen Landkarten, die ein geografisches Objekt oder eine geografische Bezeichnung bestätigen, werden gelistet. Namensvarianten bzw. Alternativen zu den offiziellen Bezeichnungen für ein Objekt werden ebenfalls aufgenommen.
2014 enthielt GNIS etwa 2,72 Millionen Namen für 2,26 Millionen geographische Objekte in den USA.

### BGN/PCGN-Transkription
Im Rahmen seiner Aufgabe, die US-amtliche Schreibung ausländischer geografischer Bezeichnungen festzulegen, standardisiert das BGN Foreign Names Committee (FNC) auch in Zusammenarbeit mit dem Permanent Committee on Geographical Names for British Official Use (PCGN) ein System zur Transkription (Schreibung) bzw. Umschrift geografischer Bezeichnungen aus anderen Schriftsystemen in die lateinische Schrift, nämlich die BGN/PCGN-Transkription.
Die Namenstranskriptionen werden verwendet im GEOnet Names Server, einer Datenbank der National Geospatial-Intelligence Agency (NGA), welche im Jahr 2014 etwa 9,8 Millionen Namen für 6 Millionen geografische Einträge enthielt.

## Veröffentlichungen
Zur Zeit veröffentlicht das BGN Bezeichnungen auf seiner Webseite. In der Vergangenheit machte das BGN seine Entscheidungen in unterschiedlichen Veröffentlichungen unter unterschiedlichen Titeln in unterschiedlichen Zeitabständen mit unterschiedlichem Informationsumfang bekannt. Im Jahr 1933 veröffentlichte das BGN eine umfangreiche konsolidierte Zusammenstellung aller seiner Entscheidungen des Zeitraums 1890–1932 in seinem Sixth Report of the United States Geographic Board 1890–1932. Über viele Jahre veröffentlichte das BGN vierteljährlich einen Bericht unter dem Titel Decisions on Geographic Names.

## US-Organisationen mit verwandten Aufgaben
- Das „United States Census Bureau“ (etwa: „Volkszählungsbehörde“) legt „census-designated places“ (zu Statistikzwecken definierte Siedlungsgebiete) fest. Diese sind in den im Geographic Names Information System gelisteten Örtlichkeiten enthalten.
- Die Namen der post offices (Postämter der USA) wurden in der Vergangenheit als Untermauerung für Behauptungen über den Namen eines Gemeinwesens verwendet. Heute sind die Regeln für die Postadressierung in der U.S. Postal Service Publication 28[6] festgelegt; in diesem Dokument definiert der US-amerikanische Postal Service u. a. die zweibuchstabigen Kürzel für die Einzelstaaten.